# Route nationale 109 (Chine)
Pour les articles homonymes, voir G109 et Route nationale 109.
La route nationale chinoise 109 (ou G109, de chinois : 国道109 ; pinyin : guódào 109) est une route nationale qui traverse la Chine centrale du Nord vers le sud. De Lanzhou, capitale de la province du Gansu, en passant par Xining et Golmud, dans celle du Qinghai, et en finissant à Lhassa, dans la région autonome du Tibet, au Sud.
Elle est prolongée, au sein de la route asiatique 42, par la route nationale 318, à partir de Lhassa, au Sud. Elle est l’extrémité Nord de cette route asiatique.